# Indotrichius assamensis
Indotrichius assamensis är en skalbaggsart som beskrevs av Krajcik 2008. Indotrichius assamensis ingår i släktet Indotrichius och familjen Cetoniidae. Inga underarter finns listade i Catalogue of Life.